# Mathiatis
Mathiatis (en griego: Μαθιάτης; en turco: Matiyat) es un pueblo ubicado en el Distrito de Nicosia de Chipre. Antes de 1960 tenía una población mixta greco y turcochipriota.